# Colonia Juárez (San Mateo del Mar)
Colonia Juárez es una localidad del estado mexicano de Oaxaca. Forma parte del municipio de San Mateo del Mar, del que tiene el rango de agencia municipal.

## Localización y demografía
La agencia municipal se encuentra ubicado en el centro del municipio, que se ubica en la barra costera que separa el golfo de Tehuantepec de la Laguna Inferior y que constituye el territorio municipal de San Mateo del Mar; a mitad de camino entre Huazantlán del Río y la cabecera municipal.
Sus coordenadas geográficas son 16°12′36″N 95°1′39″O / 16.21000, -95.02750 y tiene una altitud de solo 8 metros sobre el nivel del mar. Su única vía de comunicación es la carretera local que recorre toda la barra y que continúa sobre la barra hacia la cabecera municipal.
De acuerdo con los resultados del Censo de Población y Vivienda llevado a cabo en 2020 por el Instituto Nacional de Estadística y Geografía, la Colonia Juárez tiene una población total de 3,289 habitantes.